# 16 дней активных действий против гендерного насилия

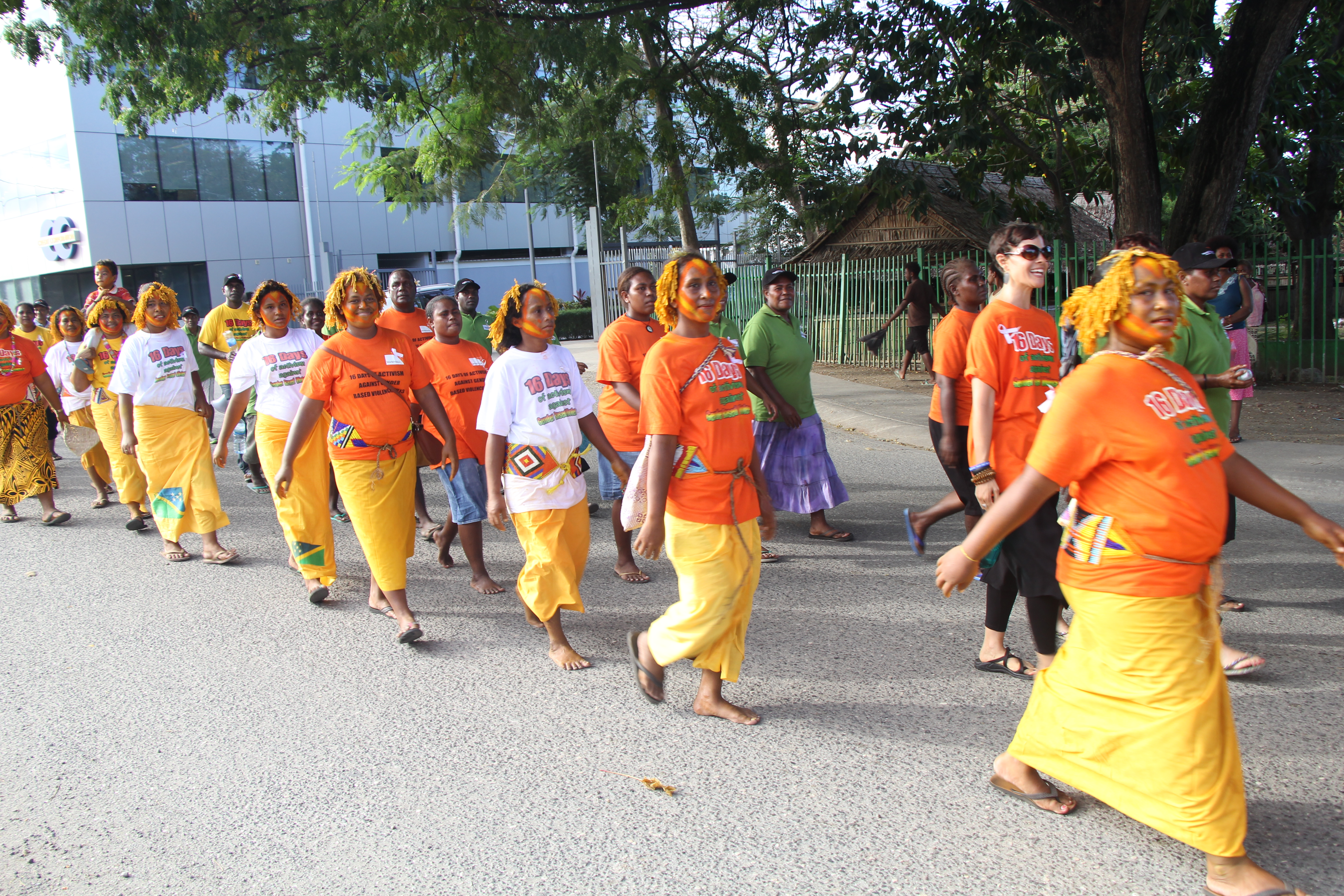
Женщины из сообщества Lord House Settlement маршируют на открытии акции «16 дней активных действий против гендерного насилия». Фото: «ООН-женщины»/Марни Гилберт

Глобальная кампания «16 дней» — это международная кампания по борьбе с насилием в отношении женщин и девочек. Кампания проводится ежегодно с 25 ноября, Международного дня борьбы за ликвидацию насилия в отношении женщин, по 10 декабря, Дня прав человека.
В 1991 году кампания была инициирована первым Институтом глобального женского лидерства при Центре глобального лидерства женщин (CWGL) при Университете Рутгерса и изначально называлась кампанией «16 дней активных действий против гендерного насилия».
С 1991 года в кампании приняли участие более 6000 организаций примерно из 187 стран.

## Важные даты
- 25 ноября — Международный день борьбы за ликвидацию насилия в отношении женщин
- 29 ноября — Международный день правозащитниц
- 1 декабря — Всемирный день борьбы со СПИДом
- 3 декабря — Международный день инвалидов
- 5 декабря — День волонтёра экономического и социального развития
- 6 декабря — Годовщина Монреальской резни, которая отмечается как Национальный день памяти и борьбы с насилием в отношении женщин в Канаде
- 10 декабря — Международный день прав человека и годовщина Всеобщей декларации прав человека

## Темы
Каждый год кампания «16 дней активных действий против гендерного насилия» либо представляет новую тему, либо продолжает старую тему. Тема посвящена одной конкретной области гендерного неравенства и призвана привлечь внимание к этим проблемам и оказать на них влияние. Центр женского глобального лидерства каждый год рассылает «Набор действий», подробно описывающий, как участники могут принять участие и провести кампанию, чтобы достичь изменений.
- Тема первой кампании 1991 года называлась «Насилие в отношении женщин нарушает права человека». Женщины со всего мира объединились с Центром женского глобального лидерства в первом Международном институте женского лидерства[6]. Тема была снова использована в 1992 году[7].
- В 1993 году второй темой третьей кампании была «Демократия в семье», «Демократия семей», «Демократия для всех»[8].
- Тема 1994 года вернула первую тему с небольшими изменениями. Название — «Осознание, подотчётность, действие: насилие в отношении женщин нарушает права человека»[9].
- Тема 1995 года — «Вена, Каир, Копенгаген и Пекин: возвращение домой прав человека женщин» — была посвящена четырём крупным конференциям, включая Четвёртую всемирную конференцию по положению женщин в Пекине (сентябрь 1995 года), которая стала «третьей крупной конференцией ООН после Всемирной Конференции по правам человека в Вене (1993 года)» и «…следует за Международной конференцией по народонаселению и развитию (Каир, 1994 год) и Всемирной встречей на высшем уровне по социальному развитию (Копенгаген, 1995 год)»[10].
- В качестве продолжения тем 1995 года и крупных конференций последних лет тема 1996 года была «Внедрение прав человека женщин в дом: реализация нашего видения»[11].
- Кампания 1997 года называлась «Требование прав человека дома и в мире»[12].
- Темой кампании 1998 года было формирование культуры уважения прав человека[13].
- Тема кампании 1999 года называлась «Выполнение обещания свободы от насилия».
- В 2000 году темой было «Празднование 10-летия кампании», в ходе которой участницы обсудили достижения кампании за последние 10 лет и закрепили эти достижения. Центр также попросил участниц прислать документацию о своей работе, чтобы инициировать проект по документированию усилий кампании[14].
- Темой кампании 2001 года была «Расизм и сексизм: больше никакого насилия»[15].
- Темой кампании 2002 года было «Создание культуры, которая говорит нет насилию в отношении женщин»[16].
- Кампания 2003 года «Насилие в отношении женщин нарушает права человека: сохранение динамики спустя десять лет после Вены (1993—2003 гг.)» была сосредоточена на обзоре изменений, произошедших за 10 лет после принятия Венской декларации, ставшей результатом Всемирной конференции по правам человека в Вене (1993 год) и принятия Генеральной Ассамблеей ООН Декларации об искоренении насилия в отношении женщин (2003 год)[17].
- Кампания 2004—2005 годов называлась « За здоровье женщин, за здоровье мира: больше никакого насилия» и уделяла особое внимание «пересечению насилия в отношении женщин и пандемии ВИЧ / СПИДа»[18].

- Кампания 2006 года «Отпразднуйте 16 лет 16 днями: продвижение прав человека <--> прекращение насилия в отношении женщин» чествовала не только тех, кто внёс свой вклад в кампанию, но и тех, кто отдал свою жизнь или подвергся насилию во время борьбы с гендерным неравенством[19].
- Кампания 2007 года называлась «Требование осуществления, преодоление препятствий: положить конец насилию в отношении женщин»[20].
- Кампания 2008 года называлась «Права человека для женщин <--> Права человека для всех: ВДПЧ60», была посвящена 60-летию Всеобщей декларации прав человека[21].
- Темой 2009 года было «Обязательство, действие, требование: мы МОЖЕМ положить конец насилию в отношении женщин!»[22].
- Тема в 2010 году ознаменовала 20-летие кампании «16 дней активных действий против гендерного насилия» и называлась «Структуры насилия: определение точек пересечения милитаризма и насилия в отношении женщин»[23].
- С 2011 по 2014 год темой кампании было «От мира в доме к миру во всем мире: бросим вызов милитаризму и положим конец насилию в отношении женщин!»[24]
- В 2015 и 2016 годах тема кампании была «От мира в доме к миру во всем мире: сделать образование безопасным для всех!»[25][26].
- В 2019 году была запущена многолетняя тема "Прекращение гендерного насилия в сфере труда " в поддержку ратификации C190 МОТ[27].
- В 2020 году продолжилась многолетняя тема «Положить конец гендерному насилию в сфере труда». Особое внимание уделялось женщинам, работающим в неформальном секторе, которые больше всего пострадали от пандемии COVID-19[28].
- В 2021 году кампании исполнилось 30 лет. Тема была посвящена домашнему насилию и сфере труда[29]. Также была запущена специальная юбилейная тема Покончить с фемицидом[30].
- В 2022 году тема «Покончить с фемицидом» была продолжена с особым акцентом на группы женщин, которые более уязвимы для фемицида[31].